# Résistance de Kapitza
La résistance de Kapitza est la résistance à un flux de chaleur par une interface géométriquement parfaite entre deux matériaux. Elle est le résultat de la diffusion de phonons due au changement de structure atomique à cette interface. Elle a été mise en évidence par Piotr Kapitsa en 1941. Si le phénomène a été découvert sur les interfaces hélium liquide-solide il est présent sur une interface solide-solide.

## Résistance thermique d'interface

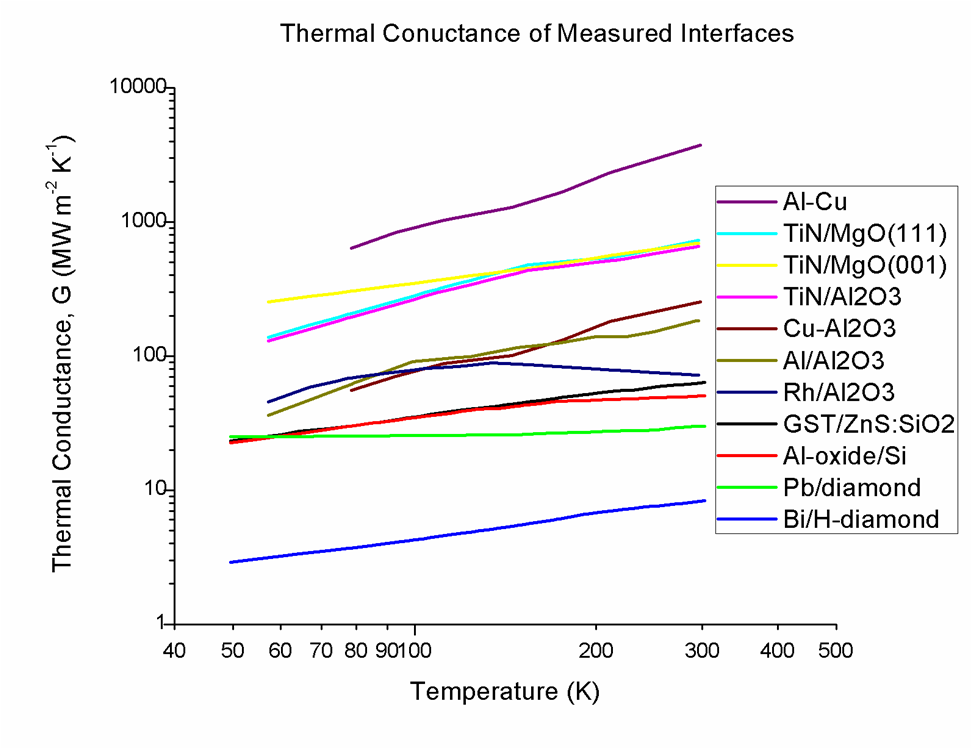
Conductances thermiques,,.

La résistance thermique d'interface mesure la discontinuité de température {\displaystyle \textstyle \Delta T} à une interface entre deux matériaux. Elle est définie par l'expression {\displaystyle \textstyle R_{T}={\frac {\Delta T}{q}}} où {\displaystyle \textstyle q} est la densité de flux de chaleur. {\displaystyle \textstyle G={\frac {1}{R_{T}}}} est la conductance d'interface.
Cette quantité est d'importance majeure en microélectronique où l'on atteint des densités de flux de l'ordre de 103 MW/m2 nécessitant des conductances d'interface supérieures à 102 MW/m2/K pour pouvoir assurer un refroidissement efficace.

## Phénoménologie
Le phénomène peut être décrit par deux voies :
- La dynamique du réseau atomique qui consiste à simuler un réseau atomique simple (cubique par exemple) partagé en deux parties dont les atomes ont des propriétés différentes[6]. Il s'agit là de la généralisation de l'approche classique de description des phonons conduisant à un système linéaire qui, dans ce cas, est résolu numériquement. La représentativité du phénomène est jugée suffisante pour mettre en évidence les phénomènes malgré ses défauts, en particulier la juxtaposition des réseaux aux interfaces sans réarrangement local ;
- La dynamique moléculaire, beaucoup plus lourde à mettre en œuvre, permet de mieux représenter l'interface de deux matériaux, solides, liquides ou gaz, à l'échelle atomique et d'expliquer les mécanismes mis en jeu à cette échelle[7]. Dans le cas d'un liquide on y voit de notables modifications des propriétés vibrationnelles des atomes ou molécules lorsqu'on se rapproche des interfaces, typiquement sur une longueur de 4 à 5 fois la dimension de l'atome ou de la molécule[8].

Dans les deux approches il est possible de générer un phonon unique et de mesurer son comportement à l'interface. La probabilité de passage d'un milieu à l'autre pour ce phonon dépend du nombre d'onde, de la polarisation et du sens de propagation, la différence entre les sens de propagation étant plus marquée pour les phonons acoustiques. Toutefois il convient de prendre en compte les populations de phonons dans chaque milieu, très différentes suivant la nature du cristal à une même fréquence, ainsi que l'incompatibilité des bandes de propagation. Ce dernier point est outrepassé par des conversions acoustique-optique de phonons.

## Modélisation cinétique
Dans la description cinétique donnée par l'équation de Boltzmann-Peierls la densité de flux de chaleur {\displaystyle \textstyle q_{1,2}} entre les milieux 1 de température {\displaystyle \textstyle T_{1}} et 2 de température {\displaystyle \textstyle T_{2}} est donnée par :
{\displaystyle q_{1,2}=\sum _{k}f(k,T_{1})E(k)\,c\,\alpha _{1,2}(k,T_{1},T_{2})}
où {\displaystyle \textstyle f} est le nombre de phonons de nombre d'onde k, {\displaystyle \textstyle E=\hbar \omega _{k}} leur énergie et c la vitesse de groupe assimilée à la vitesse du son. {\displaystyle \textstyle \alpha _{1,2}} est la probabilité de passage de 1 vers 2.
{\displaystyle \textstyle q_{2,1}} s'exprime de façon identique et la densité de flux de chaleur résultante est {\displaystyle \textstyle q=q_{1,2}-q_{2,1}}, la conductance {\displaystyle \textstyle G={\frac {q}{T_{2}-T_{1}}}}.
Il existe une relation entre les probabilités de passage liée à la microréversibilité. Un matériau à l'équilibre thermodynamique a une population de phonons donnée par la statistique de Bose-Einstein. Il émet une densité de flux égale à {\displaystyle \textstyle \sigma T^{4}} où {\displaystyle \textstyle \sigma ={\frac {3\pi ^{5}k_{B}^{4}}{15h^{3}c^{2}}}} est l'équivalent de la constante de Stefan-Boltzmann et la quantité {\displaystyle \textstyle \alpha \sigma T^{4}} traverse l'interface. La densité de flux totale est donc {\displaystyle \textstyle q=\alpha _{12}\sigma _{1}T_{1}^{4}-\alpha _{21}\sigma _{2}T_{2}^{4}}. La réversibilité impose {\displaystyle \textstyle q=0} pour {\displaystyle \textstyle T_{1}=T_{2}} d'où la relation entre coefficients :
{\displaystyle \textstyle \alpha _{12}c_{2}^{2}=\alpha _{21}c_{1}^{2}}.
Tout le problème est contenu dans la connaissance de l'une des quantités {\displaystyle \textstyle \alpha }, modélisée de différentes façons qui toutes ignorent les possibles transitions en fréquence.

### Approximation acoustique

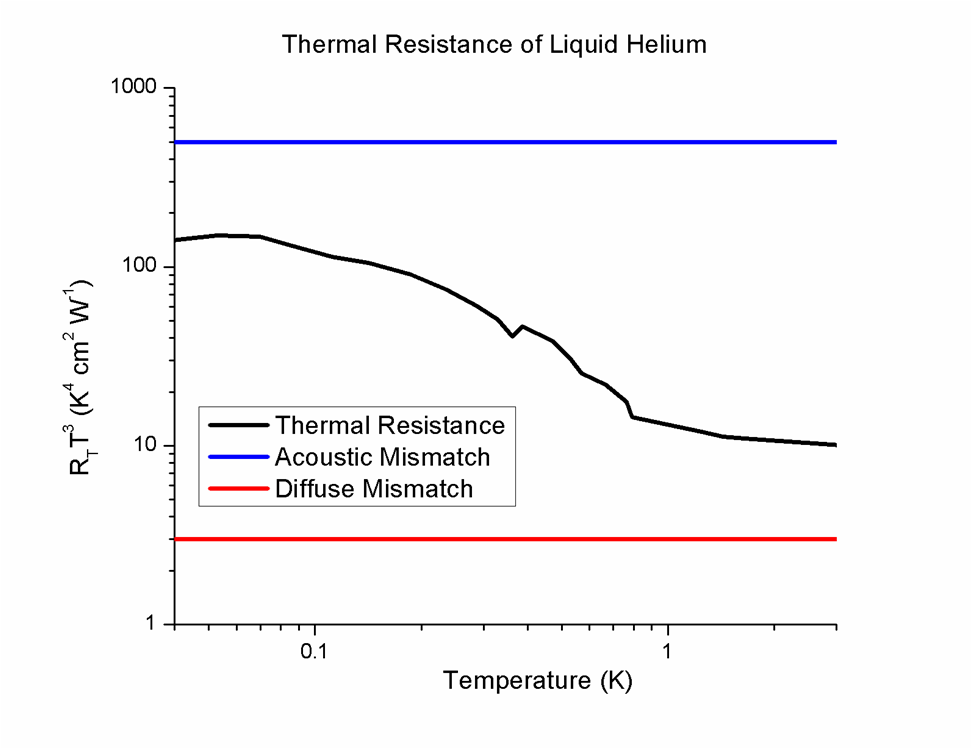
Interface helium-metal : comparaison des approximations à la valeur mesurée.

Dans cette approximation due à Isaak Khalatnikov (1952) le phonon est traité comme une onde plane analogue au photon arrivant sur une interface et étant réfléchi ou transmis. Dans ce dernier cas on suppose vérifiées les lois de Snell-Descartes. Cela suppose de connaître la distribution angulaire des phonons ou de supposer l'isotropie.
Par souci de simplicité le coefficient de transmission est parfois calculé en utilisant une impédance acoustique {\displaystyle \textstyle Z=\rho c} où {\displaystyle \textstyle \rho } est la masse volumique du matériau :
{\displaystyle \alpha _{12}={\frac {4Z_{1}Z_{2}}{(Z_{1}+Z_{2})^{2}}}}
Cette expression ne vérifie pas la relation de réversibilité.
Si de plus on utilise le modèle de Debye pour le calcul de {\displaystyle \textstyle f(k,T)}, ce qui suppose une propagation isotrope des phonons dans un milieu lui-même isotrope, on obtient une dépendance en {\displaystyle \textstyle T^{3}} pour la conductance thermique thermique :
{\displaystyle G={\frac {\pi ^{2}k_{B}^{4}T^{3}}{15\hbar ^{3}}}\sum _{j=1}^{3}{\frac {{\alpha _{12}}_{j}}{{c_{1}}_{j}^{2}}}}
où j est l'indice correspond à la polarisation.
Comparé à l'expérience, ce modèle surestime la résistance d'interface.

### Approximation diffusive
Afin d'augmenter la probabilité de transmission l'idée introduite par E. T. Swartz (1987) est de remplacer la réflexion et la transmission à l'interface par un phénomène de diffusion élastique. Le phénomène de diffusion est mesurable sur une interface avec le vide pour les fréquences hautes (>100 GHz). Il est connu pour sa sensibilité à l'état de surface. Il existe des modèles décrivant ce phénomène .
Pour une diffusion isotrope la probabilité de transmission d'un phonon est de 0,5. Ce chiffre est valable à l'interface entre deux matériaux identiques, alors qu'il est de 1 pour l'approximation acoustique.
La diffusion donne des résistances d'interface sous-évaluées.

## Le choix du modèle
Un modèle plus général prenant en compte une diffusion inélastique anisotrope se heurte à difficulté de  connaître l'interface à l'échelle atomique. De plus, si l'écart entre approximation acoustique et diffusion est important sur une interface solide-liquide, il est faible pour une interface solide-solide. D'une façon générale on se contente de répartir le phénomène : une part pour la diffusion, l'autre pour la réflexion/transmission.